# Morti nel 1761
| Questa pagina contiene informazioni ricavate automaticamente dalle voci biografiche con l'ausilio del template Bio e di un bot. L'aggiornamento è periodico e automatico e ricostruisce completamente la pagina. Se manca una persona in questa lista, sei pregato di non aggiungerla, ma accertati piuttosto che la sua voce biografica contenga il template Bio e che i dati anagrafici siano correttamente compilati. Se il template Bio manca, inseriscilo tu stesso o, in alternativa, metti l'avviso {{tmp\|Bio}} che ne segnala la mancanza. Se i dati riportati sono sbagliati, correggi direttamente la voce biografica; le modifiche saranno visibili in questa lista entro pochi giorni. Per chiarimenti vedi il progetto biografie. La lista contiene solo le 97 persone che sono citate nell'enciclopedia e per le quali è stato implementato correttamente il template Bio. Pagina aggiornata al 18 lug 2025. |

## Gennaio(11)
- 3 gennaio - Willem de Fesch, compositore e violinista olandese (n. 1687)
- 4 gennaio - Stephen Hales, botanico, chimico e teologo inglese (n. 1677)
- 10 gennaio - Edward Boscawen, ammiraglio e politico britannico (n. 1711)
- 14 gennaio - Sadāśivarāva Bhāū, indiano (n. 1730)
- 16 gennaio - Giovanni Andrea Tria, filosofo, teologo e arcivescovo cattolico italiano (n. 1676)
- 18 gennaio - Carlo Giuseppe d'Asburgo-Lorena, nobile austriaco (n. 1745)
- 19 gennaio - Carlotta Aglaia di Borbone-Orléans, nobile francese (n. 1700)
- 23 gennaio - Alvaro Mendoza Caamaño y Sotomayor, cardinale spagnolo (n. 1671)
- 26 gennaio - Charles Louis Auguste Fouquet de Belle-Isle, generale e diplomatico francese (n. 1684)
- 28 gennaio - Francesco Feo, compositore italiano (n. 1691)
- 29 gennaio - Abdul Jalil Muazzam Shah di Johor, sovrano malese (n. 1738)

## Febbraio(5)
- 6 febbraio - Clemente Augusto di Baviera, arcivescovo cattolico tedesco (n. 1700)
- 14 febbraio - Richard Annesley, VI conte di Anglesey, nobile e politico irlandese (n. 1693)
- 15 febbraio - Carlo Cecere, compositore e musicista italiano (n. 1706)
- 16 febbraio - Hyacinthe Collin de Vermont, pittore francese (n. 1693)
- 24 febbraio - Federico Guglielmo di Solms-Braunfels, nobile tedesco (n. 1696)

## Marzo(9)
- 3 marzo - Jean Jodin, orologiaio svizzero
- 7 marzo - Antonio Palella, compositore e clavicembalista italiano (n. 1692)
- 11 marzo - Girolamo de Bardi, cardinale italiano (n. 1685)
- 20 marzo - Elizabeth Popham, nobildonna inglese
- 21 marzo - Pierre Fauchard, odontoiatra francese (n. 1678)
- 21 marzo - Ottone Hamerani, medaglista italiano (n. 1694)
- 21 marzo - Joseph Séguy, presbitero, abate e poeta francese (n. 1689)
- 22 marzo - Luigi di Borbone-Francia, principe francese (n. 1751)
- 25 marzo - Antonio Falangola, vescovo cattolico italiano (n. 1699)

## Aprile(5)
- 7 aprile - Gabriele Valvassori, architetto italiano (n. 1683)
- 12 aprile - Maria Franziska von Trautson, principessa austriaca (n. 1708)
- 15 aprile - Archibald Campbell, III duca di Argyll, politico, avvocato e militare scozzese (n. 1682)
- 17 aprile - Thomas Bayes, matematico britannico (n. 1702)
- 30 aprile - Jean Duvivier, medaglista belga (n. 1687)

## Maggio(6)
- 1º maggio - August Friedrich Müller, logico e filosofo tedesco (n. 1684)
- 13 maggio - Guglielmo d'Assia-Philippsthal-Barchfeld, nobile (n. 1692)
- 14 maggio - Giovanni Larber, botanico e medico italiano (n. 1703)
- 14 maggio - Thomas Simpson, matematico britannico (n. 1710)
- 16 maggio - Girolamo Tartarotti, abate, letterato e filosofo italiano (n. 1706)
- 27 maggio - Domëne Moling, scultore austriaco (n. 1691)

## Giugno(10)
- 1º giugno - Jean-Nicolas Jadot, architetto francese (n. 1710)
- 1º giugno - Ana Maria de Lorena, nobildonna portoghese (n. 1691)
- 2 giugno - Jonas Alströmer, imprenditore svedese (n. 1685)
- 7 giugno - Giovanni Filippo Antonio San Martino, vescovo cattolico italiano (n. 1711)
- 12 giugno - Meinrad Spieß, compositore tedesco (n. 1683)
- 13 giugno - Giuseppe Agostino Orsi, cardinale e storico italiano (n. 1692)
- 22 giugno - Raniero d'Elci, cardinale e arcivescovo cattolico italiano (n. 1670)
- 23 giugno - Balaji Bajirao Peshwa, indiano (n. 1720)
- 28 giugno - Luigi Carlo di Lorena, principe di Lambesc, nobile francese (n. 1725)
- 29 giugno - Elisabetta Albertina di Sassonia-Hildburghausen, principessa (n. 1713)

## Luglio(4)
- 4 luglio - Samuel Richardson, scrittore inglese (n. 1689)
- 5 luglio - Domenico Silvio Passionei, cardinale e arcivescovo cattolico italiano (n. 1682)
- 13 luglio - Tokugawa Ieshige, militare giapponese (n. 1712)
- 24 luglio - Luigi Gualterio, cardinale e arcivescovo cattolico italiano (n. 1706)

## Agosto(6)
- 8 agosto - Ivan Višnjakov, pittore russo (n. 1699)
- 9 agosto - Fortunato Tamburini, cardinale italiano (n. 1683)
- 18 agosto - François Gaspard Balthazar Adam, scultore francese (n. 1710)
- 25 agosto - Giuseppe Aurelio di Gennaro, avvocato, giurista e poeta italiano (n. 1701)
- 29 agosto - Nicola Terzago, vescovo cattolico italiano (n. 1679)
- 30 agosto - Joseph Dominick von Lamberg, cardinale e vescovo cattolico austriaco (n. 1680)

## Settembre(5)
- 17 settembre - Georg Matthias Bose, scienziato tedesco (n. 1710)
- 19 settembre - Pieter van Musschenbroek, fisico olandese (n. 1692)
- 21 settembre - Gabriele Malagrida, gesuita e missionario italiano (n. 1689)
- 26 settembre - Maria Giovanna Clementi, pittrice italiana (n. 1690)
- 26 settembre - Martyn Petrovič Španberg, navigatore e esploratore russo (n. 1696)

## Ottobre(6)
- 13 ottobre - Gabriele Manfredi, matematico italiano (n. 1681)
- 19 ottobre - Federico Carlo di Schleswig-Holstein-Sonderburg-Plön, principe danese (n. 1706)
- 22 ottobre - Luigi Giorgio di Baden-Baden, sovrano tedesco (n. 1702)
- 24 ottobre - Franz Anton Pilgram, architetto austriaco (n. 1699)
- 25 ottobre - Gioacchino Conti, cantante castrato italiano (n. 1714)
- 27 ottobre - Carlo Lodoli, religioso e teorico dell'architettura italiano (n. 1690)

## Novembre(8)
- 2 novembre - Ekaterina Dmitrievna Golicyna, nobildonna russa (n. 1720)
- 13 novembre - Jean-Baptiste Sauvé de La Noue, attore teatrale e commediografo francese (n. 1701)
- 15 novembre - Louis de la Corne, militare francese (n. 1703)
- 15 novembre - Massimo II Hakim, vescovo cattolico e patriarca cattolico siriano (n. 1689)
- 15 novembre - Giovanni Poleni, matematico, fisico e ingegnere italiano (n. 1683)
- 19 novembre - Noël-Antoine Pluche, scrittore e naturalista francese (n. 1688)
- 21 novembre - Charles Holmes, ammiraglio e politico inglese (n. 1711)
- 30 novembre - John Dollond, astronomo inglese (n. 1706)

## Dicembre(7)
- 8 dicembre - Bartolomeo Bolli, architetto italiano (n. 1703)
- 8 dicembre - Federico Sanvitale, matematico e gesuita italiano (n. 1704)
- 14 dicembre - Jacinto Canek, rivoluzionario maya
- 14 dicembre - Carlo Federico II di Württemberg-Oels, generale prussiano (n. 1690)
- 21 dicembre - Antonio Guidi di Bagno, vescovo cattolico italiano (n. 1683)
- 21 dicembre - Joshua Ward, medico inglese (n. 1685)
- 25 dicembre - Dorotea di Schleswig-Holstein-Sonderburg-Beck, principessa danese (n. 1685)

## Senza giorno specificato(15)
- Anastasio della Croce, teologo tedesco (n. 1706)
- Tarabai Bhosale, sovrana indiana (n. 1675)
- Castruccio Bonamici, letterato italiano (n. 1710)
- Giuseppe Mattia Borgnis, pittore italiano (n. 1701)
- Ruggero Calbi, medico e poeta italiano (n. 1683)
- Pietro Galleano, scultore italiano (n. 1687)
- Ibrahim Khan Gardi, generale indiano
- Yirmisekizzade Mehmed Said Pascià, politico e ambasciatore ottomano
- Noro Genjō, botanico e medico giapponese (n. 1693)
- Anton Joseph von Prenner, pittore e disegnatore austriaco (n. 1698)
- Giuseppe Giovanni Provana di Collegno, politico italiano
- Giuseppe Richa, gesuita e scrittore italiano (n. 1693)
- Seyyid Abdullah Pascià, politico ottomano
- Gaetano Volpi, religioso, editore e scrittore italiano (n. 1689)
- Jacques de Lajoüe, pittore francese (n. 1686)